# 올림픽 루마니아 선수단
올림픽 루마니아 선수단은 루마니아를 대표하여 올림픽에 참가하는 선수단이다. 루마니아는 1900년 올림픽에 처음으로 단일 참가국으로 참가했다. 루마니아 국가 올림픽 위원회(National Olympic Committee for Romania)는 루마니아 올림픽 및 스포츠 위원회로, 1914년에 창설되고 인정되었다. 루마니아는 1924년에 처음으로 올림픽에 참가하기 위해 팀을 파견했으며, 하계 올림픽과 동계 올림픽에 각각 두 번만 참가하지 못했다. 특히 루마니아는 다른 국가들이 보이콧한 1984년 하계 올림픽에 동구권에서 유일하게 참가한 국가였다. 이는 루마니아의 가장 성공적인 올림픽이기도 했다. 총 20개의 금메달과 53개의 메달을 획득했다.
체조는 루마니아 최고의 메달 획득 스포츠이다. 루마니아는 올림픽을 개최한 적이 없는 국가 중 헝가리, 폴란드에 이어 세 번째로 많은 메달을 획득했다.

## 같이 보기
- 분류:루마니아의 올림픽 참가 선수